# Lespedeza japonica
Lespedeza japonica là một loài thực vật có hoa trong họ Đậu. Loài này được L.H.Bailey miêu tả khoa học đầu tiên.